# 羽石架苗
羽石 架苗（はねいし かなえ、1978年5月16日 - ）は、神奈川県出身の女子サッカー選手・指導者である。ポジションはディフェンダーおよびミッドフィールダー。

## 経歴

### 日本時代
神奈川県内のクラブチーム、FCすすき野レディースで中学2年よりサッカーを始める。栃木県立宇都宮女子高等学校を卒業後順天堂大学に入学。在学中に当時関東女子サッカーリーグ所属のジェフユナイテッド市原レディースに入団し、リーグ戦の他関東女子サッカー選手権大会 (皇后杯全日本女子サッカー選手権大会の関東地区代表決定戦) に出場した。2000年、大学4年時に市原レディースはL・リーグに参入した。羽石は10試合 (リーグ戦全試合) に出場したが、同年度終了後に退団した。

### NCAA〜Wリーグ時代
羽石はNCAA3部に女子サッカー部が所属する大学への留学経験を経て、
2001年、テネシー州所在のクリスチャン・ブラザーズ大学に入学し、女子サッカー部に入部した。同年のNCAA2部でガルフ・サウス・カンファレンス優勝を経験して優勝決定戦に進出したが、カリフォルニア大学サンディエゴ校に0-2の結果で敗北し、同シーズンを準優勝の結果で終えた。シーズン終了後、羽石は3人のチームメイトと共に2部のオースターチームに選出された。同年USL Wリーグでもプレーしたが、半月板を損傷して3ヶ月プレーから遠ざかった。
2002年シーズンはカンファレンスでの優勝の末、優勝決定戦に進出。ネブラスカ大学オマハ校との試合を2-1で勝利して、クリスチャン・ブラザーズ大学はNCAA2部全米チャンピオンとなった。シーズン終了後に羽石は2部の最優秀守備系選手に選出された。
2003年にニューヨーク・マジックに移籍。同年夏には韓国・大邱広域市で開催されたユニバーシアードに出場する日本代表に選出されて韓国に遠征、大会準優勝を経験した。
ニューヨークでは2005年度シーズンにイースタン・カンファレンスのノースイースト・ディヴィジョン5位となりプレーオフ進出を決めたが、第1戦でボストン・レネゲイズ相手に0-4のスコアで敗退した。なお現在はチームキャプテンを務めている。

## 指導者・研究者として
クリスチャン・ブラザーズ大学を卒業後、羽石はテネシー州メンフィス所在のメンフィス大学大学院に入学し、2005年に修士号を取得した。
同年マサチューセッツ州へ移り、ノーサンプトン所在のスミス大学大学院に入学。同時に同大女子サッカー部アシスタントコーチ、および州内クラブチームのウェスタン・ユナイテッドU-17およびU-18チームのヘッドコーチに就任し、サッカー選手・サッカー指導者・大学院生を掛け持ちする生活に入った。
2007年に2つ目の修士号を取得した羽石は、マサチューセッツ大学アマースト校大学院の博士課程に入学した。同時に同州サウス・ハドレー所在のマウント・ホリヨーク・カレッジに講師兼女子サッカー部監督として着任し、体育教育学を教える傍ら、サッカー部で指導に当たるようになった。2010年2月現在現在同大に在籍中である。

## 日米女子サッカーの架け橋
羽石はサッカー選手・研究者として活動する傍ら、日本の選手向けに他国 (特にアメリカ) の女子サッカーを紹介する活動を行っていた小林美由紀と共同で、2004年に「BRIDGE」を設立した。この組織は、小林が行ってきたアメリカ (BRIDGE設立後イタリアが加わった) 女子サッカー視察・観戦ツアーのコーディネートやアメリカ女子サッカー情報の発信に加え、アメリカの大学に留学して大学サッカーでプレーを希望する女子サッカー選手向けの留学コーディネートも行っている。

## 成績

### タイトル
- クリスチャン・ブラザーズ大学
  - NCAA2部ガルフ・サウス・カンファレンス優勝: 2回 （2001年、2002年）
  - NCAA2部全米チャンピオン: 1回 （2002年）

## 選出歴等
- クリスチャン・ブラザーズ大学
  - NCAA2部 オールスター: 2回 （2001年、2002年）
  - NCAA2部 優秀ディフェンダー: 1回 （2002年）

- 代表
  - ユニバーシアードサッカー日本女子代表 (2003年、ユニバーシアード大邱大会出場)